# Чандраґупта Маур'я

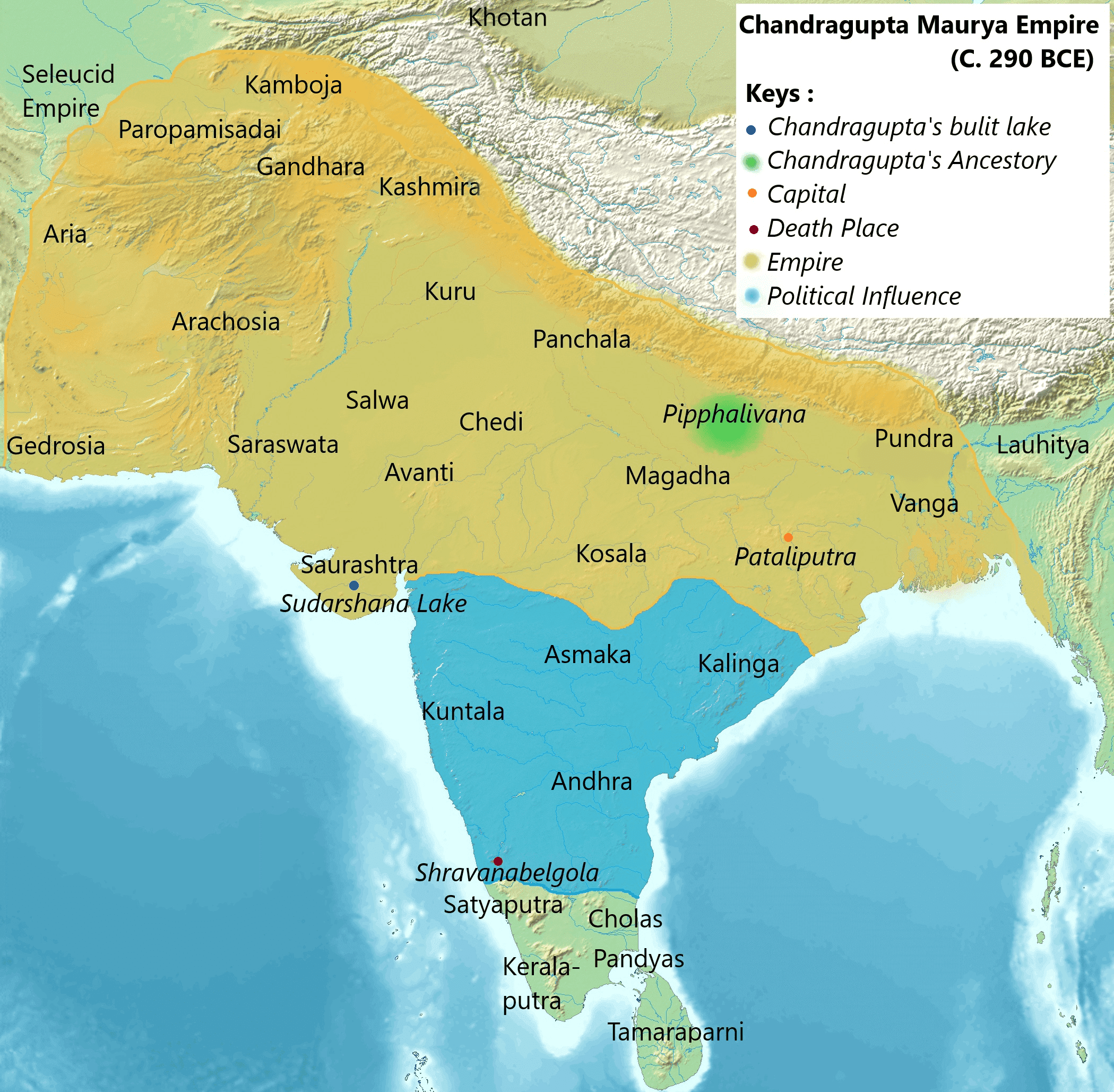
Держава Чандраґупти Маур'ї

Чандраґупта Маур'я (चन्द्रगुप्त मौर्य, IAST: Candragupta Maurya; 340—298 до н. е.) — засновник імперії Маур'їв, скинувши династію Нанда. Керував новою імперією з 321 до 298 року до н. е.

## Життєпис
Про його походження є суперечливі відомості. Деякі з істориків вважають, що він був незаконнонародженою дитиною Нанда та його служниці Мура; однак інші джерела (у тому числі «Артхашастра» та Пурани) стверджують, що Чандрагупта був вихідцем з кшатріїв клану моріїв ганасангхи Піппалівана.
У 317 році до н. е. захопив індійські сатрапії нащадків імперії Александра Македонського. У 305 році до н. е. зміг відбити наступ армії Селевка I Нікатора. З ним було укладено мирний договір, згідно з яким Чандраґупта отримував землі Пенджабу, Арахозії та Гедросії, Гандхару (Афганістан), а навзаєм індійський володар передав Селевку I 500 бойових слонів, яких останній використав у битві при Іпсі. Крім того, Чандраґупта одружився з донькою Селевка.
Столицею країни була Паталіпутра. Про правління Чандраґупти відомо з записів Мегасфена, посла Селевка I Нікатора та Артхашастри, яку написав Каутилья.
Майже до самої смерті Чандраґупта здійснював походи для розширення своєї держави. Наслідував йому син від принцеси Дігдхари — царевич Біндусара.

## Смерть
Наприкінці життя Чандрагупта відмовився від трону і прийняв аскезу, керуючись вказівками джайнського вчителя Бхадрабаху, закінчивши життя від добровільного голодування в Шраванабелаґола у провінції Карнатака, де досі стоїть храм близько печери, де він помер.